# Квинт Марций Барея Соран (консул-суффект 34 года)
Квинт Ма́рций Барея Сора́н (лат. Quintus Marcius Barea Soranus; умер после 43 года) — политический деятель эпохи ранней Римской империи, консул-суффект 34 года.

## Биография
О происхождении Сорана ничего неизвестно. В 34 году он занимал должность консула-суффекта совместно с Титом Рустием Нуммием Галлом. В 41—43 годах Барея находился на посту проконсула провинции Африка. Кроме того, он входил в состав жреческой коллегии квиндецемвиров священнодействий (лат. quindecemviri sacris faciundis).
Его сыном был консул-суффект 52 года, носивший такое же имя.